# Гриценко Андрій Андрійович
Грице́нко Андрі́й Андрі́йович (нар. 8 лютого 1948)— український економіст, доктор економічних наук, професор, академік НАН України, заступник директора з наукової роботи та завідувач відділу економічної теорії Інституту економіки та прогнозування Національної академії наук України, професор Харківського університету імені В.Н.Каразіна. Головний редактор журналу «Економічна теорія».

## Біографія
Андрій Гриценко народився 8 лютого 1948 року в смт Гути Богодухівського району Харківської області.
Його шлях у науку починався з наукової і викладацької діяльності у Харківському національному університеті ім. В.Н. Каразіна, економічний факультет якого він закінчив у 1973 р., а в 1991 р. очолив кафедру економічної теорії та економічних методів управління.
Як завідувач секретаріату Комітету Верховної Ради України з питань фінансів і банківської діяльності (1995—2000 рр.) брав участь у підготовці й опрацюванні низки законопроектів з фінансово-економічних питань. У 2001—2008 рр. очолював експертно-аналітичний центр з питань грошово-кредитної політики Ради Національного банку України.
У 2002 р. він очолив відділ економічної теорії, а в 2008 р. став заступником директора з наукової роботи Інституту економіки та прогнозування (ІЕП) НАН України.
А.А. Гриценко є вченим секретарем Координаційної ради з економічної теорії НАН України і МОН України, головним редактором журналу «Економічна теорія» —престижного фахового видання, яке є майданчиком для обміну думками вчених-економістів України і зарубіжжя.

## Родина
Одружений. Дружина — Гриценко Олена Аврамівна —  доктор економічних наук, професор Національної юридичної академії України ім. Ярослава Мудрого.
Має двох дітей: син Руслан (1973) — економіст, кандидат економічних наук; дочка Світлана (1981) — економіст, кандадат економічних наук.

## Наукові досягнення
Під керівництвом А.А. Гриценка в ІЕП НАН України проведено масштабне дослідження інституційної архітектоніки економічних систем, виявлено її основні закони, з’ясовано характеристики інституційної динаміки. А.А. Гриценко розробив концепцію сумісно-розділених відносин як фундаментального елемента устрою господарських систем, концепцію інверсійного типу ринкової трансформації; обґрунтував основні положення соціально-часової теорії вартості та представницької теорії грошей, що інтегрують маржинальну і трудову теорії і мають значні перспективи щодо застосування для аналізу інформаційно-мережевої економіки; розробив концепцію розгорнутого таргетування стабільності грошової одиниці.
Андрій Андрійович Гриценко заснував логіко-історичну школу інституціонально-економічних досліджень. Ним підготовлено 20 докторів наук і 22 кандидата наук (доктора філософії з економіки), серед яких є відомі вчені, завідувачі кафедрами, керівники наукових підрозділів і установ. Його учні працюють не тільки в Україні, а й у Німеччині, Великій Британії, Австрії, США та інших країнах.

## Публікації
Автор більше 500 наукових праць, понад 50 індивідуальних і колективних монографій, підручників і навчальних посібників.
Вибрані монографії:
Гриценко А.А. Економіко-інформаційний імператив нової статистичної парадигми: монографія; НАН України, ДУ «Ін-т екон. та прогнозув. НАН України». – К., 2020. – 436 с. ISBN 978-966-02-9536-0
Гриценко А. А. Архітектоніка економічної безпеки: монографія; НАН України, ДУ "Ін-т екон. та прогнозув. НАН України". – К., 2017. – 224 с. ISBN 978-966-02-8420-3
Гриценко А. А. Институциональная политическая экономия: предмет, методология. Saarbrucken/Deutchland: LAP LAMBERT Academic Publishing, 2014. – 516 c. ISBN 978-3-659-55529-9
Гриценко А. А. Развитие форм обмена стоимости и денег. Киев: Основа, 2005. 192 с. ISBN 966-699-128-4
Економічні суперечності глобалізації та локалізації в умовах гібридної війни та післявоєнної реконструкції : монографія / за ред. академіка Гриценка А. А. ; НАН України, ДУ “Інститут економіки та прогнозування НАН України”. – Електрон. дані. – К., 2022. – 636 c.  – Режим доступу: http://ief.org.ua/wp-content/uploads/2022/12/Ec-superech-globaliz-ta-localiz-v-umomah-gibryd-viyny.pdf ISBN 978-617-14-0023-8 (електронне видання)
Формування інституційної архітектоніки інформаційно-мережевої економіки : монографія / за ред. академіка НАН України А. А. Гриценка ; НАН України, ДУ “Інститут економіки та прогнозування НАН України” ; ДННУ «Академія фінансового управління». – К., 2021. – 736 c. ISBN 978-966-02-9756-2
Комплементарність інформаційно-цифрових і соціально-економічних перетворень як умова стабільного розвитку суспільства : монографія / за ред. чл.-кор. НАН України А.А. Гриценка ; НАН України, ДУ «Ін-т екон. та прогнозув. НАН України». – К., 2021. – 400 с. ISBN 978-966-02-9574-2
Доверие в институциональной архитектонике экономического пространства-времени:  в 2-х томах. – К.: Знання України, 2020. Т.1. Доверие в общественно-экономической системе. 550 с.  Т.2. Доверие в денежно-кредитной системе. 935 с.
Інституційні трансформації соціально-економічної системи України : монографія / за ред. чл.-кор. НАН України Гриценка А.А.; НАН України, ДУ «Ін-т екон. та прогнозування НАН України». – К., 2015. – 273 с. ISBN 978-966-02-7994-0
Иерархия и сети в институциональной архитектонике экономических систем : монография / под ред. чл.-корр. НАН Украины А.А.Гриценко; НАН Украины, Ин-т экон. и прогнозиров. – К., 2013. – C. 580. ISBN 978-966-02-6819-7
Институциональная архитектоника и динамика экономических преобразований / Под ред. д-ра экон. наук А.А.Гриценко. – К.: Форт, 2008. – 928 с. ISBN 978-966-8599-36-1
Вибрані статті:
Гриценко А.А. Національно укорінений розвиток економіки як локальна відповідь на глобальні геоекономічні зрушення. Економіка України. 2023. № 4. С. 38—54.
Гриценко А. А. Економічні суперечності глобалізації і локалізації та їх сучасні прояви. Економічна теорія. 2022. № 4. С. 5–29.
Гриценко А. Інституціональні засади соціальної довіри в контексті фіскальної та монетарної безпеки. Фінанси України. 2021. № 7. С.7-13.
Гриценко А.А. Цифровий розвиток: структура, капіталізація та соціалізація. Економічна теорія. 2018. - № 4. С.5-20.
Hrytsenko A.A. The economy of Ukraine on the path to inclusive development. Economy and Forecasting. 2016. № 2. С.9-23.
Гриценко А. А. Політична економія розділено-спільного світу: історія і сучасність. Економічна теорія.  2015. - № 3. С.14-29.
Гриценко А.А. Реконструктивний економічний розвиток: зміст, основні напрями і вектор соціальної справедливості. Економічна теорія. 2016. № 4. С.5-18.
Гриценко А. Стабільність грошової одиниці як ціль монетарної політики. Вісник НБУ. 2002. №11. С. 20-22.
Еволюція вартості.Економіка України. 2001. №4. С. 45–55.